# Oxytropis lapponica
Oxytropis lapponica es una de planta  perteneciente a la familia Fabaceae.

## Descripción
Es una planta muy netamente caulescente –al menos cuando se desarrolla de modo normal–, ascendente, que alcanza un tamaño de hasta 30 cm de altura y cuyo indumento es adpreso de modo asimismo neto –por de pronto, el de tallos y frutos–. Hojas de 8-12(14) pares de folíolos, éstos oblongo-lanceolados o lanceolados, agudos, fuertemente indumentados incluso por su haz; estípulas ampliamente soldadas la una a la otra por la parte que se opone al pecíolo (hasta 1/2 al menos). La inflorescencia en forma de racimo poco nutrido (4-10 flores) y cuyo pedúnculo no es grácil (de 1 mm de diámetro). Corola de un azul fuerte o violáceo, comparativamente pequeña (estandarte 8-12 mm); apículo de la quilla c. 0,6 mm. Dientes del cáliz cuya longitud no es mucho menor que la del tubo (4/5-3/5). Frutos 10-15 x c. 3 mm, péndulos, con pelitos negros, con apreciable carpóforo (c. 1/2 del tubo del cáliz) –cáliz que no se rasga–, no tabicados ventral ni dorsalmente. Tiene un número de cromosomas de 2n = 16.

## Distribución y hábitat
Se encuentra en los pastos pobres, arenosos frecuentemente, o pedregales fijos, de alta montaña; indiferente, al parecer, al substrato geológico; a una altitud de 2150-2900 metros. desde la Península Escandinava y Siberia occidental no solo alcanza las montañas centroasiáticas, el Tíbet y hasta el Afganistán e Irán, por el W, sino también el Cáucaso, los Balcanes y los Alpes, más los Pirineos –donde pasó largamente inadvertida–.

## Taxonomía
Oxytropis lapponica fue descrita por (Wahlenb.) Gay y publicado en Flora 10(2): 30. 1827.
Etimología
Oxytropis: nombre genérico que proviene del griego y significa "quilla afilada".
lapponica: epíteto geográfico que alude a su localización en Laponia.  
Sinonimia
- Astragalus lapponicus (Wahlenb.) Burnat
- Oxytropis amoena Kar. & Kir.
- Oxytropis lapponica (Wahlenb.) Gaudin
- Oxytropis lapponica var. xanthantha Baker
- Oxytropis thomasii Gaudin
- Phaca lapponica Wahlenb.
- Phaca montana Wahlenb.[4][5]